# Miani (album 1990)
Miani è una raccolta del cantante Miani pubblicata nel 1990 dall'etichetta russa MDSU. Contiene sei brani tratti dal suo primo album Miani del 1988 e il brano Me ne andrò presentato al Festival di Sanremo 1985 e uscito solo su 45 giri.

## Tracce
Lato A
1. Me ne andrò (G. Miani, R. Montanari)
2. Fino a dove arriva (G. Miani, R. Montanari)
3. Vita complicata (G. Miani, R. Montanari)
4. Se ti capita (G. Miani, R. Montanari)

Lato B
1. Io dentro me (G. Miani, R. Montanari)
2. Baby non darmi retta (G. Miani, R. Montanari)
3. Ghetto (G. Miani, R. Montanari)